# トーソー
トーソー株式会社は主にブラインド、カーテンレールなどインテリア製品を扱うメーカー。本社は東京都中央区新川。立川ブラインド工業、ニチベイと共にブラインド業界の大手であり、3社で国内シェアの9割を占める。またカーテンレールのシェアが高く、国内トップである。社名は2代目の東装株式会社時代を含め、創業時の初代社名「東京装備工業株式会社」に由来する。

## 沿革
- 1949年 - 東京装備工業株式会社設立[1]。
- 1961年 - 社名を東装株式会社に変更[1]。
- 1972年 - 現社名に変更[1]。
- 1996年 - 東京証券取引所2部上場[1]。

## 主な取扱商品
- カーテンレール（電動のものもある）
- ブラインド
- ロールスクリーン
- ローマンシェード
- パネルスクリーン
- プリーツスクリーン
- アコーデオンドア
- 間仕切り

など